# Élections législatives cap-verdiennes de 2006
Des élections législatives se sont tenues au Cap-Vert le 22 janvier 2006. Le Parti africain pour l'indépendance de la Guinée et du Cap-Vert remporte les élections avec 52,28 % des voix ; la participation électorale s'élève à 54 %.

## Résultat
| Inscrits                                         | Inscrits                 | Inscrits                 | 322 735   |             |                      |                      |
| Abstentions                                      | Abstentions              | Abstentions              | 147 877   | 45,82 %     |                      |                      |
| Votants                                          | Votants                  | Votants                  | 174 858   | 54,18 %     |                      |                      |
|                                                  |                          |                          |           |             |                      |                      |
| Bulletins enregistrés                            | Bulletins enregistrés    | Bulletins enregistrés    | 174 858   |             |                      |                      |
| Bulletins blancs ou nuls                         | Bulletins blancs ou nuls | Bulletins blancs ou nuls | 4 690     | 2,68 %      |                      |                      |
| Suffrages exprimés                               | Suffrages exprimés       | Suffrages exprimés       | 170 168   | 97,32 %     | 72 sièges à pourvoir | 72 sièges à pourvoir |
|                                                  |                          |                          |           |             |                      |                      |
| Liste                                            | Tête de liste            |                          | Suffrages | Pourcentage | Sièges acquis        | Var.                 |
| Parti africain pour l'indépendance du Cap-Vert   | Néant                    |                          | 88 965    | 52,28 %     | 41 / 72              |                      |
| Mouvement pour la démocratie                     | Néant                    |                          | 74 909    | 44,02 %     | 29 / 72              |                      |
| Union cap-verdienne indépendante et démocratique | Néant                    |                          | 4 495     | 2,64 %      | 2 / 72               |                      |
| Parti du renouveau démocratique                  | Néant                    |                          | 1 097     | 0,64 %      | 0 / 72               |                      |
| Parti social-démocrate                           | Néant                    |                          | 702       | 0,41 %      | 0 / 72               |                      |

### Source
- (en) Cet article est partiellement ou en totalité issu de l’article de Wikipédia en anglais intitulé « Cape Verdean parliamentary election, 2006 » (voir la liste des auteurs).